# OKa1
OKa1 – polskie oznaczenie na PKP lekkiego parowozu tendrzaka łotewskiej serii Tk, produkcji niemieckiej i łotewskiej, budowanej w latach 1928–1934. Po roku 1945 eksploatowany również przez PKP; był to jedyny w Polsce parowóz z jedną osią napędną.

## Historia
W 1928 roku zarząd kolei łotewskich złożył zamówienie na skonstruowanie lekkich i ekonomicznych tendrzaków do obsługi ruchu podmiejskiego. Ogółem zakupiono 20 sztuk, z czego pierwsze trzy zbudowane były w Niemczech (nry 231-233 w zakładach Hohenzollern w Düsseldorfie). Testy okazały się pomyślne, dlatego w 1931 roku zamówiono kolejne sześć w zakładach niemieckich (234-236 – Krupp i 237-239 – Henschel), przy tym montaż i części takie, jak budka maszynisty i skrzynie wodne wykonywały łotewskie zakłady Fēnikss w Rydze. Wprowadzono w nich niewielkie ulepszenia w stosunku do pierwszej partii. W latach 1933–1934 zbudowano ostatnie 11 lokomotyw w łotewskich warsztatach kolejowych: 6 w TFD w Dyneburgu (240-242, 248-250) i 5 w TFL w Lipawie (243-247). Stanowiły one alternatywę dla wagonów spalinowych na mniej uczęszczanych szlakach osobowych. Parowozy normalnie były początkowo przystosowane do toru szerokości 1524 mm, lecz posiadały także wymienne osie o standardowym rozstawie 1435 mm.

## Eksploatacja
Lokomotywy były przydzielone do lokomotywowni w Šķirotava, Jełgawie, Dyneburgu, Rezekne i Krustpils. We wrześniu 1940 roku, po przyłączeniu Łotwy do ZSRR, parowozy zostały przejęte przez koleje radzieckie. Podczas wojny część parowozów została zdobyta przez Niemców, 5 z nich zostało ponownie przejęte przez wojska radzieckie i po wojnie w ZSRR znajdowało się 12 parowozów tej serii. Wycofano je w latach 50., kilka przekazano do przemysłu.
Po roku 1945 na PKP znalazły się dwa parowozy Tk: nr 235 (oznaczony jako OKa1-1) oraz nr 242 (oznaczony jako TKa-242). Oka1-1 został wycofany z ruchu w 1969, a wcześniej prowadził pociągi służbowe w rejonie stacji rozrządowej Łazy. Parowóz TKa-242 pracował do roku 1957 w lokomotywowni w Kutnie. Dla celów muzealnych pozostawiono lokomotywę OKa1-1, która obecnie znajduje się w Muzeum Kolejnictwa w Warszawie.
Trzy lokomotywy po wojnie znalazły się na kolejach zachodnioniemieckich (wycofane z końcem 1951 roku), a jedna na kolejach wschodnioniemieckich. Pozostałe dwie zaginęły podczas wojny.

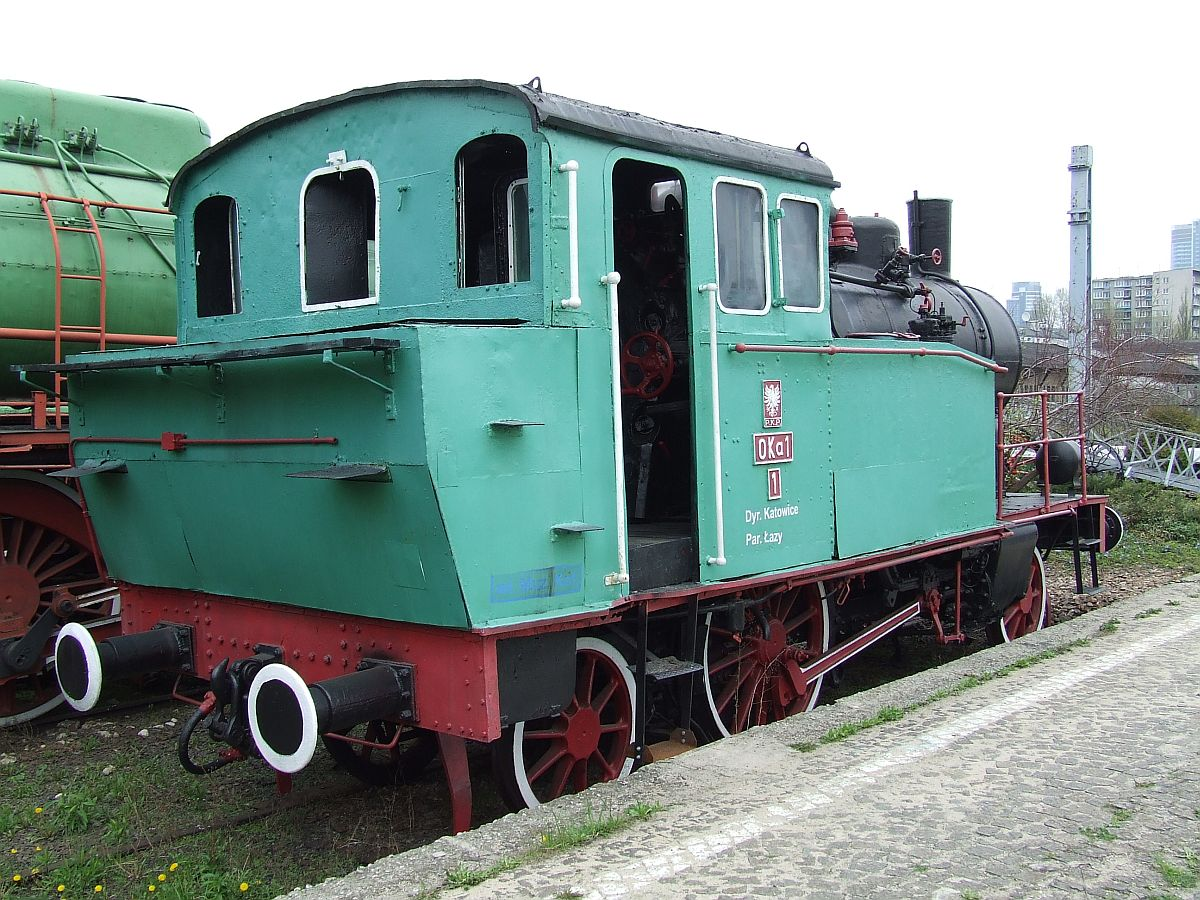
OKa1-1

## Opis
Tendrzak o układzie osi 1A1, na parę przegrzaną. Oś wiodąca i oś napędowa były zamocowane sztywno w ostoi, oś podtrzymująca z tyłu była na półwózku Bissela (układ odwrotny, niż najczęściej spotykany). Lokomotywy serii Tk posiadały pneumatyczny mechanizm pozwalający na zmniejszenie obciążenia tylnej osi tocznej i zwiększenie o 50% obciążenia osi napędnej podczas rozbiegu lokomotywy. Masa przyczepna i jednocześnie nacisk osi napędowej wynosiły 15,4 T, a maksymalny nacisk osi 17,3 T.
Lokomotywa miała kocioł z 55 płomieniówkami o średnicy 39,5/44,5 mm (powierzchnia ogrzewalna 20,5 m²) oraz 26 płomienicami o średnicy 100,5/108 mm (powierzchnia ogrzewalna 24,6 m²). Całkowita powierzchnia ogrzewalna (od strony ognia) wahała się od 49,3 do 51,2 m². Kocioł był wyposażony w przegrzewacz o powierzchni 21,8 m².
Silnik dwucylindrowy bliźniaczy, o średnicy cylindra 320 mm i skoku tłoka 520 mm. Rozrząd Walschaertsa.
Do serii Tk na Łotwie były ponadto zaliczone dwie inne lokomotywy (tendrzaki): Tk-226 o układzie osi C i Tk-227 o układzie osi B. Łotewskie lokomotywy serii Tk należy odróżniać od litewskiej serii lokomotyw Tk.